# Göppingen Gö 1
El Göppingen Gö 1 Wolf fue un planeador monoplaza producido en Alemania en los años 30 del siglo XX.

## Diseño y desarrollo
Concebido como un rival del Grunau Baby, fue el primer producto de la compañía recién formada Sportflugzeugbau Göppingen Martin Schempp. Era un diseño convencional de ala alta arriostrada mediante soportes de construcción en madera, que incorporaba una rueda por detrás del lastrado centro de gravedad para facilitar el manejo en tierra, así como el remolcado aéreo y los lanzamientos mediante cabestrante.
De construcción muy similar a la del Grunau Baby, el Wolf tenía alas monoplano de instalación alta arriostradas mediante soportes que apoyaban por detrás de la cabina. El fuselaje de sección hexagonal estaba construido principalmente en madera con recubrimiento de contrachapado, y las alas y las superficies de cola estaban recubiertas de contrachapado hasta los largueros principales, con las partes traseras con estructura de madera recubierta de tela. El tren de aterrizaje consistía en patines con amortiguadores de goma bajo el morro y la cola, con una rueda principal fija por detrás del lastrado centro de gravedad.

## Historia operacional
Preparado para la acrobacia, un ejemplar fue comprado para las exhibiciones de Alan Cobham del Día Nacional de la Aviación, y fue volado directamente hasta Londres, remolcado, por Joan Meakin. Durante los primeros vuelos con el Wolf, se ganó una reputación de peligrosas características de barrena, lo que resultó en la inmovilización en tierra de los Gö 1 en 1938, pendiente de la incorporación de modificados alerones ranurados de cuerda más larga.
El coste de las modificaciones requeridas resultó antieconómico para la mayoría de los propietarios y la mayor parte de los Gö 1 nunca volaron de nuevo; solo se conoce que hayan sobrevivido tres ejemplares en museos.
Un aparato está operativo todavía en Alemania en la Schempp-Hirth GmbH. El 30 de junio de 2018, Tilo Holighaus realizó un vuelo de 74 km con él.

## Variantes
Gö 1
Planeador monoplaza, designación de la compañía.
TG-20
Cuatro Gö 1 requisados por las USAAF en 1942, con los números de serie 42-57168,42-57175, 42-57195 y 42-57204. La construcción de estos aparatos fue amateur en uno de los casos, y según algunas fuentes, los tres restantes lo fueron por Laister-Kauffman.

## Operadores
Estados Unidos
- Fuerzas Aéreas del Ejército de los Estados Unidos

## Especificaciones
Referencia datos: Sailplanes 1920–1945.

### Características generales
- Tripulación: Uno (piloto)
- Longitud: 6,3 m (20,7 ft)
- Envergadura: 14 m (45,9 ft)
- Superficie alar: 15 m² (161,5 ft²)
- Perfil alar: Göttingen 535
- Peso vacío: 145 kg (319,6 lb)
- Peso cargado: 220 kg (484,9 lb)
- Régimen de descenso: 0,96 m/s (189 pies/min)
- Alargamiento: 13
- Máx. índice de planeo: 17 a 72 km/h

### Rendimiento
- Carga alar: 14,7 kg/m² (3 lb/ft²)

## Aeronaves relacionadas

### Aeronaves similares
- Schneider Grunau Baby

### Secuencias de designación
- Secuencia Gö _ (interna de Göppingen): Gö 1 - Gö 3 - Gö 4 - Gö 5 →
- Secuencia TG-_ (Planeadores de Entrenamiento del USAAC/USAAF, 1941-1948): ← TG-17 - TG-18 - TG-19 - TG-20 - TG-21 - TG-22 - TG-23 →